# Gustaf Vasas äventyr i Dalarna
Gustaf Vasas äventyr i Dalarna är en svensk TV-film från 1971 i fyra korta avsnitt skriven, producerad och regisserad av Rune Lindström, baserad på de folkliga berättelserna om Gustav Vasas öden och äventyr i Dalarna.

## Om filmen
För regi, manus och produktion stod Rune Lindström. Lennart Österlund var filmfotograf. Visades första gången i TV1 28 december–31 december 1971.

## Rollista
- Rune Lindström – åldrad Gustav Vasa
- Bengt "Polo" Johanson – unge Gustav Vasa
- Halvar Björk – kaplan Peder Swart
- Greta Herdin – Barbro Stigsdotter
- Mora-Nisse – en skidlöpare[1]